# Doksy (district de Česká Lípa)
Pour les articles homonymes, voir Doksy.
Doksy (en allemand : Hirschberg am See) est une ville du district de Česká Lípa, dans la région de Liberec, en République tchèque. Sa population s'élevait à 5 115 habitants en 2025.

## Géographie
Doksy se trouve à 11 km à l'ouest-sud-ouest de Ralsko, à 15 km au sud-est de Česká Lípa, à 36 km au sud-ouest de Liberec et à 57 km au nord-nord-est de Prague.
La commune se compose de deux sections séparées. La principale est limitée par Provodín au nord, par Ralsko au nord-est et à l'est, par Bezděz à l'est, par Březovice, Bělá pod Bezdězem et Blatce au sud, et par Luka, Okna, Tachov, Dubá, Skalka u Doks, Chlum et Jestřebí à l'ouest. La seconde section, au sud de la première, est limitée par Blatce à l'ouest, au nord et à l'est, et par Nosálov au sud.

## Histoire
La première mention écrite de la localité date de 1264.

## Patrimoine

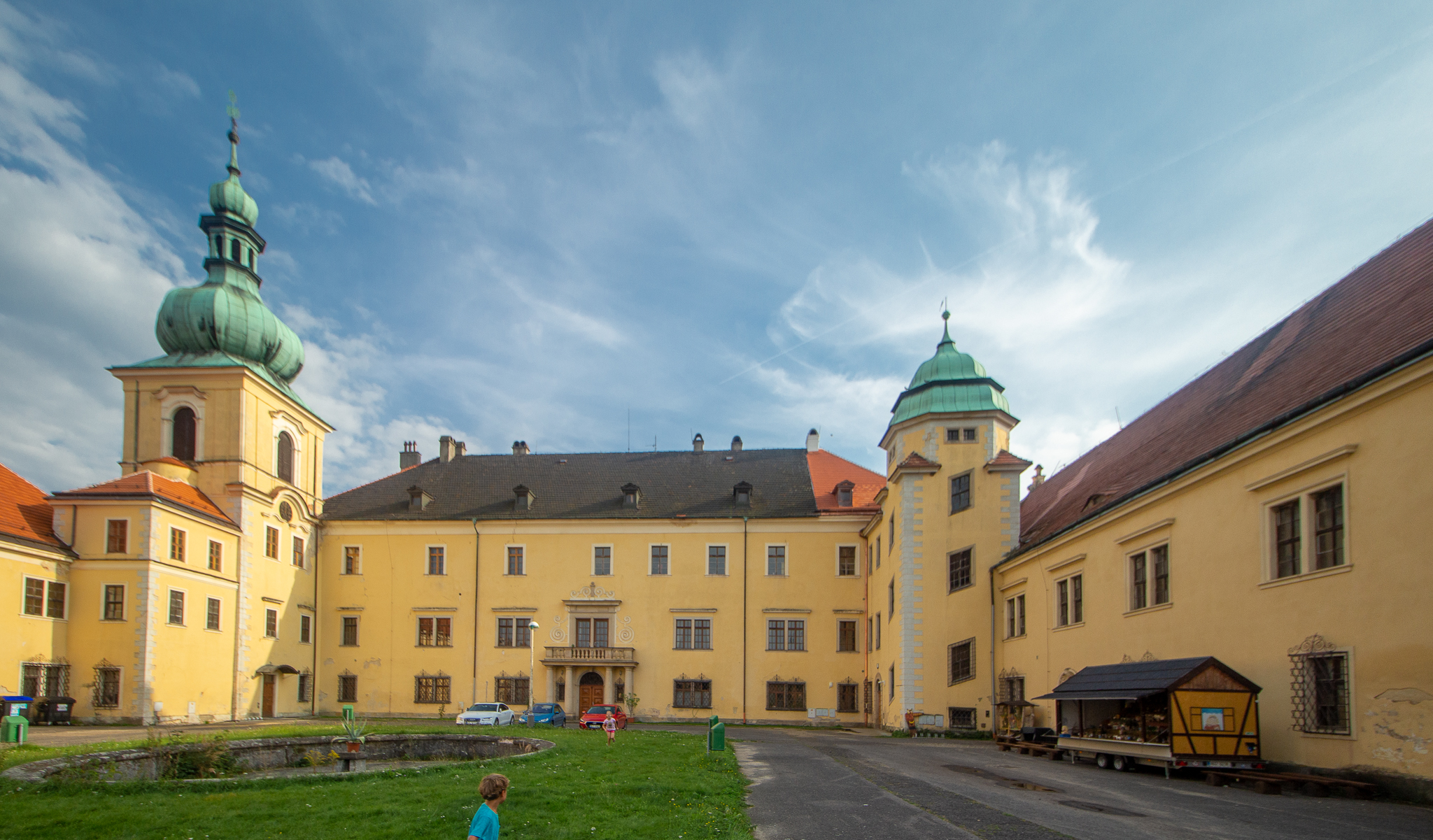
Château de Doksy.
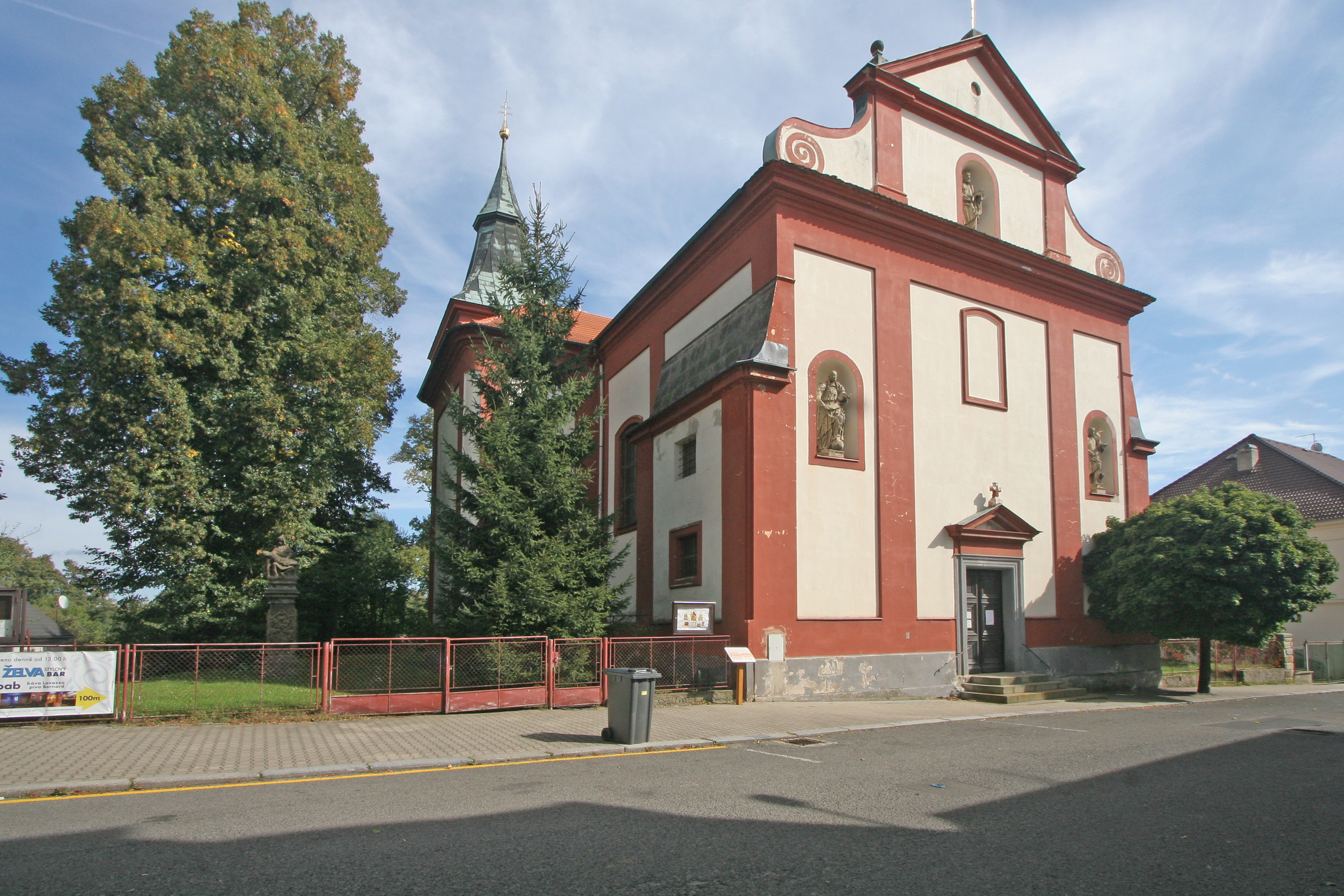
Église Saint-Barthélemy et de l'Assomption de la Vierge Marie.

## Transports
Par la route, Doksy se trouve à 19 km de Česká Lípa, à 49 km de Liberec et à 92 km de Prague.